# RRデジタルメディア
株式会社RRデジタルメディア（アールアールデジタルメディア、英: RR DIGITAL MEDIA, K.K.）は、東京都千代田区に拠点を置く日本のメディア企業である。
グループ会社との合併後、株式会社ソトコト・プラネットに社名変更。

## 概要
家族を大切にする30〜40代の男性に向けたライフスタイル提案誌『MADURO』や「社会や環境がよくなって、そしておもしろい」をテーマとした、未来をつくるSDGsマガジン『ソトコト』をはじめとした各種書籍の出版、オンラインメディアの運営、イベントの企画制作及び運営業務を実行する、各子会社の管理運営・営業マーケティング業務を行っている。2018年10月10日、代表取締役の大久保清彦が創業。

## 発行雑誌

### 『MADURO』（株式会社MADURO ONLINE）
『妻、子ども、家族　etc.　一番愛する人と上質な時間を過ごすために！』をキャッチコピーに、家族を大切にする30〜40代の男性に向けたライフスタイル提案誌。「家族で過ごす時間」にフォーカスし、ファッション、車、時計、旅、グルメなどの情報を展開。
2021年5月25日発売の7月号をもって不定期刊行化。

### 『ソトコト』（株式会社sotokoto online）
「社会や環境がよくなって、そしておもしろい」をテーマとした未来をつくるSDGsマガジン。世界の、そして日本各地のソーシャルグッドな話題を、ひとりひとりの生活のヒントになる情報をお届け。1999年の創刊以来、「スローライフ」「ロハス」「ソーシャル」「ローカル」「関係人口」「SDGs」など、社会をリードするさまざまなキーワードを発信。

### 『THE RAKE JAPAN』（THE RAKE JAPAN株式会社）
シンガポール発の、アジア、ヨーロッパ、北米、ロシア、ドバイなどワールドワイドな展開をしている超ハイラグジュアリーメンズファッション雑誌『THE RAKE』の日本版。

## Webメディア

### 『MADURO ONLINE』
家族を大切にする30〜40代の男性に向けたライフスタイル提案誌『MADURO』のオンラインメディア。2018年6月にローンチ。本誌の記事転載やニュース記事、Web版のオリジナル記事を配信。株式会社インタースペースと株式会社MADURO ONLINEの共同事業。

### 『sotokoto online』
「社会や環境がよくなって、そしておもしろい」をテーマとした、未来をつくるSDGsマガジン『ソトコト』2019年4月にローンチ。本誌の記事転載やニュース記事、Web版のオリジナル記事を配信。株式会社インタースペースと株式会社sotokoto onlineの共同事業。

### 『THE RAKE JAPAN Web』
超ハイラグジュアリーメンズファッション雑誌『THE RAKE JAPAN』のWeb版。

### 『イタ』
『ソトコト』編集長・指出一正がプロデューサーを務める、ローカルのまちづくりと、まちしごとの（ちょっぴり荒削りな）求人サイト。

## 広告代理事業

### 株式会社Fluxus
インターネットを中心とした広告代理事業。上場企業内新規事業部へのコンサルティング、ベンチャー企業の立ち上げ支援や女性向けECサイトのブランディング支援、各種プロモーション戦略立案などを実施。